# Embelia urdanetensis
Embelia urdanetensis là một loài thực vật có hoa trong họ Anh thảo. Loài này được Elmer mô tả khoa học đầu tiên năm 1915.